# France 5
France 5, La Cinquième, offentlig public service TV-kanal i Frankrike med inriktning på utbildningsprogram, som ingår i France Télévisions-gruppen, där även France 2, France 3, France 4 och RFO ingår. Största TV-kanal totalt sett är dock kommersiella TF1 som av upphovsrättsliga skäl inte får distribueras i Sverige.
Kanalens slogan är: la chaîne de la connaissance et du savoir (Kanalen med kunskap och vetenskap) och kan jämföras med Utbildningsradions Kunskapskanalen i Sverige. I kontrast till France 2 och France 3, de två största TV-kanalerna inom France Télévisions, sänder kanalen ingen komedi eller drama, utan istället dokumentärfilmer och panelshower.
France 5 finns tillgängligt hela tiden över kabel-tv, men på den marksända versionen sänds TV-kanalen Arte istället kvällstid. Kanalen är inte tillgänglig via svenska operatörer.
Kanalen kallades fram till januari 2002 La Cinquième.